# 大阪市立北鶴橋小学校
大阪市立北鶴橋小学校（おおさかしりつ きたつるはししょうがっこう）は、大阪府大阪市生野区にある公立小学校。鶴橋駅の南東側の一帯を校区としている。

## 概要
当時の東成郡鶴橋町で2番目の小学校として、1918年に東成郡鶴橋尋常小学校（同日鶴橋第一尋常小学校と改称、現在の大阪市立鶴橋小学校）から分離開校した。
1934年9月21日の室戸台風では木造校舎が倒壊、倒壊した校舎の下敷きになるなどして児童67人・教職員1人・保護者3人が死亡し、児童29人・教職員4人が重傷を負うなど、死傷者数では市内小学校で最悪の被害を出した。
戦後になり、在日韓国・朝鮮人児童を対象にした民族学級が開設された。大阪市の小学校における民族学級としてはもっとも古い時期に設置されたものの一つとなっている。
民族学級の歴史や、校区に在日韓国・朝鮮人をはじめとした在日外国人が多く居住しているという条件から、在日外国人問題を中心とした人権教育に力を入れている。また特徴的な教育活動として、運動会を学校とPTAの共催で実施していた。

## 沿革
- 1918年 - 東成郡鶴橋第二尋常小学校として創立。
- 1922年 - 鶴橋第三尋常小学校（現在の大阪市立大成小学校）を分離。
- 1924年 - 鶴橋第四尋常小学校（現在の大阪市立御幸森小学校）を分離。
- 1925年4月1日 - 鶴橋町の大阪市編入および高等科併設に伴い、大阪市鶴橋第二尋常高等小学校と改称。
- 1928年 - 高等科を新設の大阪市鶴橋高等小学校（大池国民学校と改称したのち廃止。跡地は現在の大阪市立大池中学校）に移管。大阪市鶴橋第二尋常小学校と改称。
- 1934年9月21日 - 室戸台風で校舎倒壊。
- 1941年4月1日 - 国民学校令により、大阪市北鶴橋国民学校と改称。
- 1944年 - 奈良県高市郡今井町・八木町・畝傍町・金橋村・真菅村（いずれも現在の橿原市）に集団疎開。
- 1947年4月1日 - 学制改革により、大阪市立北鶴橋小学校と改称。
- 1950年 - 民族学級を創設。
- 2021年9月-MicrosoftよりShowcase Schoolの認定を受ける。
- 2022年9月 -メディアリテラシー教育で成果を挙げた学校として時事通信社並びに公益財団法人新聞通信調査会より第37回教育奨励賞の特別賞を受賞

## 通学区域
- 大阪市生野区 鶴橋1丁目-3丁目、鶴橋4丁目（一部）、鶴橋5丁目（一部）、桃谷3丁目（一部）。
卒業生は大阪市立桃谷中学校（2018年までは大阪市立鶴橋中学校）に進学する。

## 出身者
- 田端義夫 - 歌手。
- 高容姫 - 金正日愛人。金正哲・金正恩・金与正の実母。北朝鮮の学校に転校。
- 塚本正治 - 社会運動家。詩人。シンガーソングライター。
- 西原忠佑-元ラグビー日本代表。

## 交通
- 大阪環状線、近鉄大阪線・奈良線、地下鉄千日前線 鶴橋駅 南東へ約400m。